# Boophis anjanaharibeensis
Espèce
Statut de conservation UICN

 EN B1ab(iii) : En danger
Boophis anjanaharibeensis est une espèce d'amphibiens de la famille des Mantellidae.

## Répartition
Cette espèce est endémique de la province de Diego-Suarez à Madagascar. Elle se rencontre entre 800 et 1 000 m d'altitude dans la réserve spéciale d'Anjanaharibe-Sud et les zones avoisinantes.

## Étymologie
Son nom d'espèce, composé de anjanaharibe et du suffixe latin -ensis, « qui vit dans, qui habite », lui a été donné en référence au lieu de sa découverte, la réserve spéciale d'Anjanaharibe-Sud.

## Publication originale
- Andreone, 1996 : Another new green treefrog, Boophis anjanaharibeensis n. sp. (Ranidae: Rhacophorinae), from northeastern Madagascar. Aqua, Journal of Ichthyology and Aquatic Biology, vol. 2, p. 25-32.